# Brown County (Indiana)
Brown County ist ein County im Bundesstaat Indiana der Vereinigten Staaten. Der Verwaltungssitz (County Seat) ist Nashville.

## Geographie
Das County liegt im mittleren Süden von Indiana und hat eine Fläche von 820 Quadratkilometern, wovon elf Quadratkilometer Wasserfläche sind. Es grenzt im Uhrzeigersinn an folgende Countys: Johnson County, Bartholomew County, Jackson County, Monroe County und Morgan County.

## Geschichte
Brown County wurde am 4. Februar 1836 aus Teilen des Bartholomew County, Jackson County und Monroe County gebildet. Benannt wurde es nach Jacob Brown, einem US-amerikanischen General im Krieg von 1812.
5 Bauwerke und Stätten des Countys sind im National Register of Historic Places eingetragen (Stand 31. August 2017).

## Demografische Daten

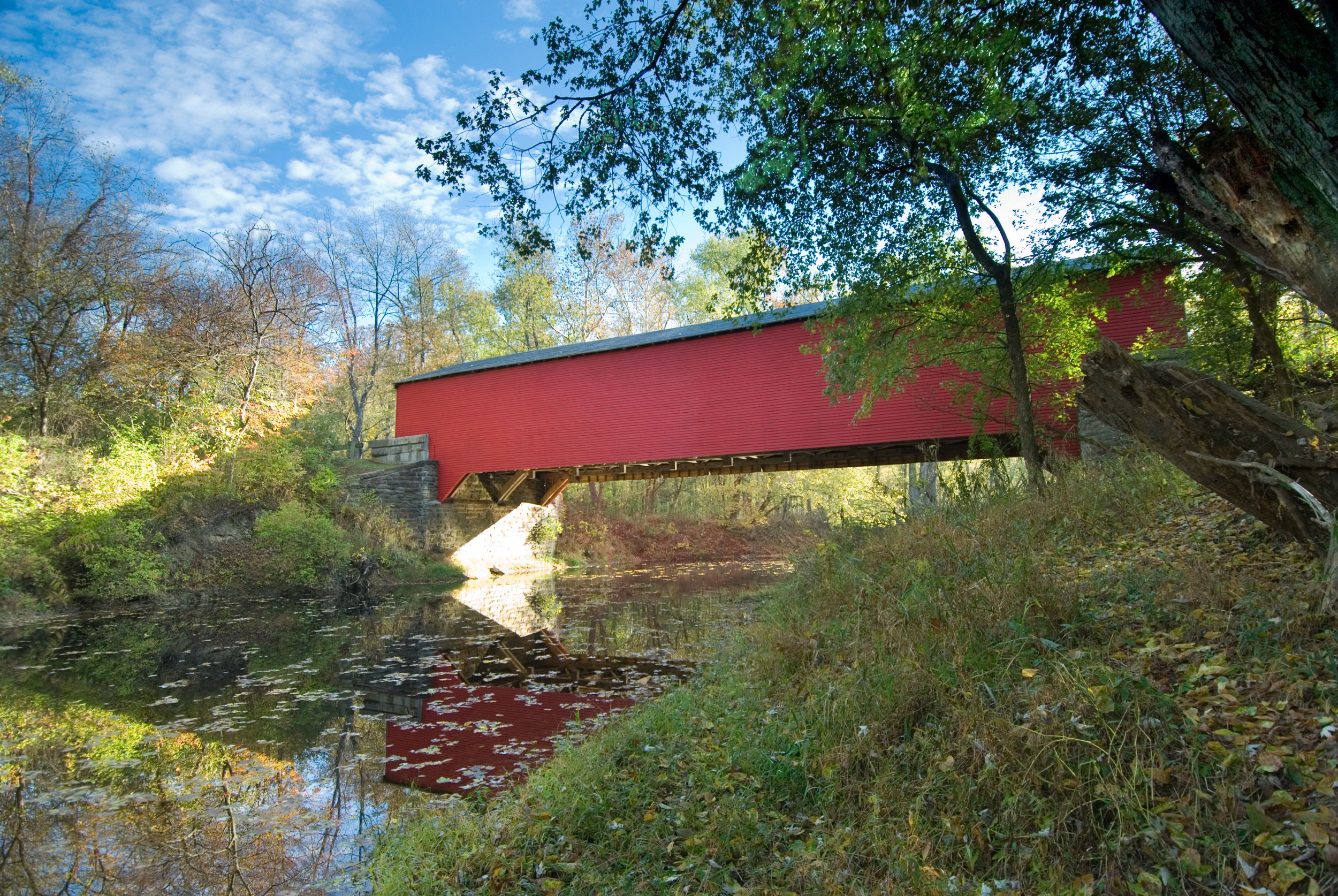
Die Bean Blossom Bridge über den Ramp Creek

Nach der Volkszählung im Jahr 2000 lebten im Brown County 14.957 Menschen in 5897 Haushalten und 4434 Familien. Die Bevölkerungsdichte betrug 18 Einwohner pro Quadratkilometer. Ethnisch betrachtet setzte sich die Bevölkerung zusammen aus 98,16 Prozent Weißen, 0,21 Prozent Afroamerikanern, 0,22 Prozent amerikanischen Ureinwohnern, 0,20 Prozent Asiaten, 0,01 Prozent Bewohnern aus dem pazifischen Inselraum und 0,37 Prozent aus anderen ethnischen Gruppen; 0,82 Prozent stammten von zwei oder mehr Ethnien ab. 0,88 Prozent der Bevölkerung waren spanischer oder lateinamerikanischer Abstammung.
Von den 5897 Haushalten hatten 29,9 Prozent Kinder unter 18 Jahre, die mit ihnen im Haushalt lebten. 64,8 Prozent waren verheiratete, zusammenlebende Paare, 6,5 Prozent waren allein erziehende Mütter und 24,8 Prozent waren keine Familien. 20,6 Prozent waren Singlehaushalte und in 7,3 Prozent lebten Menschen mit 65 Jahren oder darüber. Die Durchschnittshaushaltsgröße betrug 2,51 und die durchschnittliche Familiengröße lag bei 2,89 Personen.
23,3 Prozent der Bevölkerung waren unter 18 Jahre alt, 6,3 Prozent zwischen 18 und 24, 27,9 Prozent zwischen 25 und 44 Jahre. 29,6 Prozent zwischen 45 und 64 und 12,9 Prozent waren 65 Jahre alt oder älter. Das Durchschnittsalter betrug 41 Jahre. Auf 100 weibliche Personen kamen 100,9 männliche Personen. Auf 100 Frauen im Alter von 18 Jahren und darüber kamen 98,1 Männer.
Das jährliche Durchschnittseinkommen eines Haushalts betrug 43.708 USD, das Durchschnittseinkommen der Familien 49.252 USD. Männer hatten ein Durchschnittseinkommen von 36.828 USD, Frauen 24.321 USD. Das Prokopfeinkommen betrug 20.548 USD. 7,7 Prozent der Familien und 8,9 Prozent der Bevölkerung lebten unterhalb der Armutsgrenze.

## Orte im County
- Annandale Estates
- Beanblossom
- Bear Wallow
- Becks Grove
- Belmont
- Camp Roberts
- Christiansburg
- Clarksdale
- Cornelius
- Elkinsville
- Fruitdale
- Gatesville
- Gnaw Bone
- Helmsburg
- Lanam
- Mount Liberty
- Nashville
- Needmore
- Peoga
- Pikes Peak
- Point Idalawn
- Spearsville
- Spurgeons Corner
- Stone Head
- Story
- Sweetwater Lake
- Taggart
- Town Hill
- Trevlac
- Waycross

Townships
- Hamblen Township
- Jackson Township
- Van Buren Township
- Washington Township